# آنماریا عصبانی است
آنماریا عصبانی است (به مالایالم: Annmariya Kalippilaanu) و (به انگلیسی: Annmariya is Angry) فیلمی هندی محصول سال ۲۰۱۶ و به کارگردانی میدون مانوئل توماس است. در این فیلم بازیگرانی همچون سارا آرجون، سانی وین، دولکوئر سلمان، آجو وارقصه، ساجیو کوروپ و صدیق ایفای نقش کرده‌اند.